# Kut, Gegharkunik
Kut là một đô thị thuộc tỉnh Gegharkunik, Armenia. Dân số ước tính năm 2011 là 192 người.